# Townsendia microcephala
Townsendia microcephala là một loài thực vật có hoa trong họ Cúc. Loài này được Dorn miêu tả khoa học đầu tiên năm 1992.